# Gaspare del Bufalo
Gaspare Melchiorre Baldassarre del Bufalo (Roma, 6 gennaio 1786 – Roma, 28 dicembre 1837) è stato un presbitero, predicatore e missionario italiano, fondatore della congregazione dei Missionari del Preziosissimo Sangue; beatificato nel 1904 da papa Pio X, è stato proclamato santo da papa Pio XII nel 1954.

## Biografia
Nacque a Roma il 6 gennaio 1786 (per tale ragione gli furono dati, dalla madre, i nomi dei Tre Magi: Gaspare, Baldassare, Melchiorre). Fu battezzato nella chiesa romana di San Martino ai Monti, nei pressi dell'Esquilino. Suo padre Antonio apparteneva ad un ramo della nobile famiglia del Bufalo, poi decaduto, ragion per cui si apprestava a fare il cuoco presso gli Altieri, altra nobile famiglia romana. Era inoltre conosciuto come impresario teatrale. La madre si chiamava Annunziata Quartieroni.
Il palazzo della famiglia Altieri si trovava di fronte alla Chiesa del Gesù, dove è custodito il braccio di San Francesco Saverio, di cui Gaspare del Bufalo sarà molto devoto a seguito di una guarigione miracolosa ottenuta per sua intercessione in giovane età. Sarà lui poi il patrono della Congregazione di missionari che fonderà in seguito. Dotato di intensi sentimenti religiosi fin dalla primissima età, completò gli studi al Collegio Romano indossando l'abito talare nel 1798 per iniziare ad organizzare opere di assistenza spirituale e materiale a favore dei più bisognosi, contribuendo, tra l'altro, alla rinascita dell'Opera di Santa Galla, di cui divenne poi direttore nel 1806.
Ordinato sacerdote il 31 luglio 1808, intensificò l'apostolato a Roma fondando il primo oratorio in Santa Maria in Vincis e in Campo Vaccino (come veniva chiamato al suo tempo il Foro Romano).
Roma all'epoca era occupata dalle truppe francesi di Napoleone Bonaparte. Quando il generale impose a vescovi e parroci di firmare un giuramento di fedeltà al nuovo regime, don Gaspare oppose un rifiuto. Convocato in prefettura il 13 giugno 1810, davanti ai funzionari francesi confermò la propria scelta dicendo laconicamente: "Non debbo, non posso, non voglio".
Fu arrestato e condotto in prigione. Iniziò un periodo di reclusione trascorso interamente fuori da Roma: dapprima a Piacenza, fu poi tradotto nelle carceri di Bologna e quindi di Imola (gennaio-novembre 1813) e Lugo. Finì il suo periodo di detenzione a Firenze, nel dicembre 1813. Fece ritorno a Roma solo dopo quattro anni.
Il 15 agosto 1815 fondò la Congregazione dei Missionari del Preziosissimo Sangue presso l'abbazia di San Felice a Giano dell'Umbria con il beneplacito dell'allora pontefice Pio VII, il quale a sua volta aveva sofferto l'esilio e la prigionia sotto Napoleone. A San Gaspare volle dunque affidare il compito, attraverso la sua congregazione, di rievangelizzare e restaurare la fede nei territori dello Stato Pontificio, e non solo. Numerosissime sono infatti le missioni popolari da lui compiute in tutta Italia. Particolare attenzione ebbe nei confronti della piaga del brigantaggio, allora dilagante nelle campagne dello Stato Pontificio.
Nel 1834, affiancò alla sua Congregazione - assieme a Maria De Mattias, ora divenuta Santa - l'Istituto delle Suore Adoratrici del Preziosissimo Sangue detto anche delle Suore adoratrici del Sangue di Cristo.
La congregazione di Missionari da lui fondata è presente nei cinque continenti ed ha missioni attive soprattutto in India e Tanzania.
Morì a Roma il 28 dicembre 1837, assistito da San Vincenzo Pallotti.

## Il culto

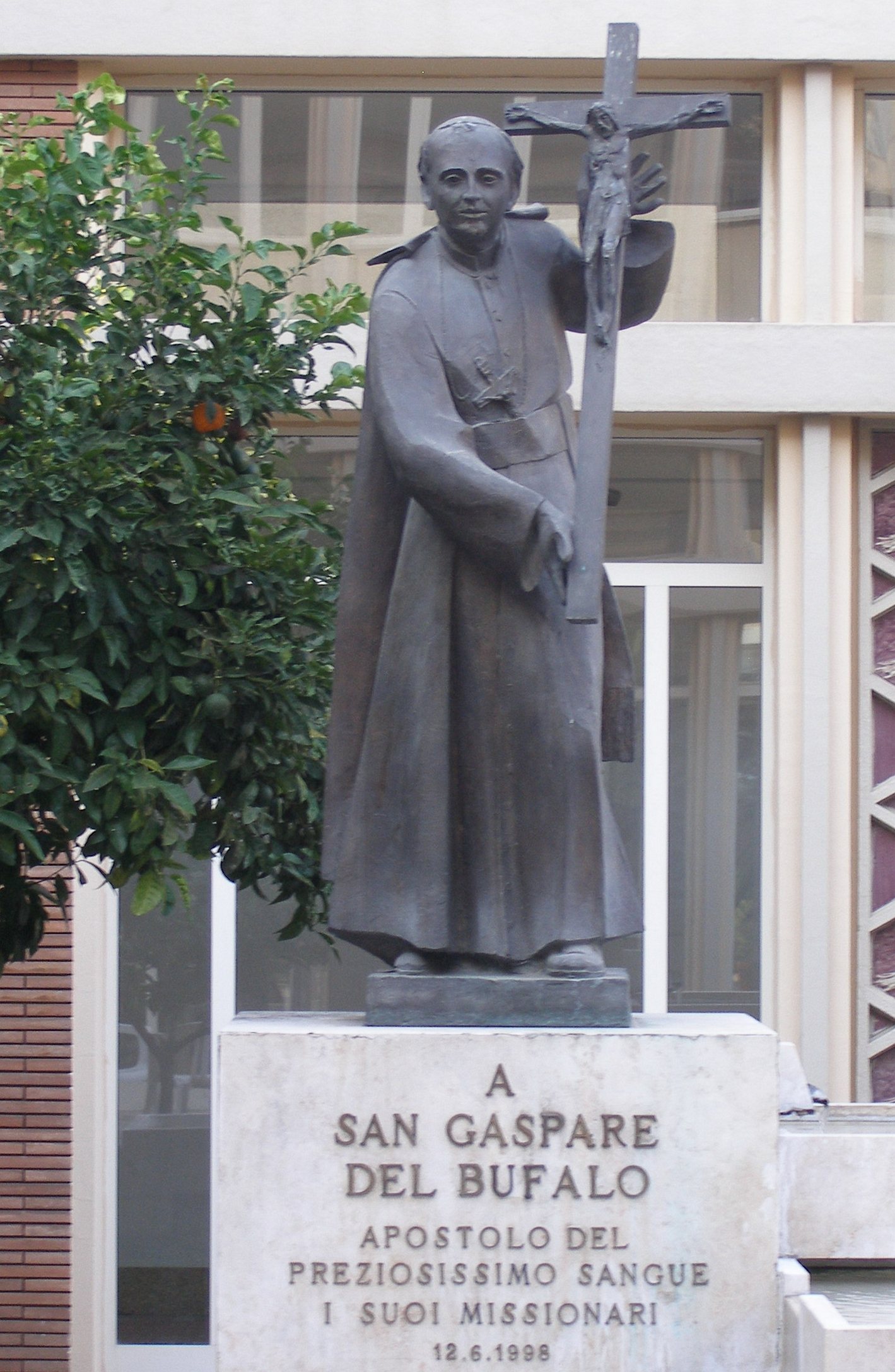
Statua di San Gaspare del Bufalo, Collegio dei missionari del Preziosissimo Sangue, Roma

Beatificato da papa Pio X il 18 dicembre 1904, fu canonizzato da papa Pio XII il 12 giugno 1954 in Piazza San Pietro.
Chiamato dai fedeli Angelo della pace, Terremoto spirituale, Vittima della carità, Gaspare ispirò la sua azione a quella di san Francesco Saverio. È ricordato anche come il predicatore dei briganti, ovvero dei malavitosi che andò a evangelizzare e a convertire nei rifugi sui monti posti fra il Lazio e la Campania. Gli sono stati attribuiti innumerevoli miracoli.
A lui è intitolata una parrocchia romana nel quartiere Arco di Travertino - Tuscolano e numerose scuole e ospedali sparsi nel mondo, grazie alla grande affabilità dei Missionari da lui fondati. Famoso anche il santuario sito in Albano Laziale (RM) a lui dedicato.
A Lugo una lapide fu apposta nel 1955 nella cella della Rocca, dove san Gaspare scontò la prigionia, insieme ad altri undici sacerdoti, a causa delle persecuzioni anticattoliche napoleoniche..

### I miracoli per la beatificazione
All'epoca erano necessari due miracoli per la beatificazione: nel caso del Servo di Dio Gaspare del Bufalo la Chiesa cattolica ha ritenuto miracolose le guarigioni di Ottavio Lo Stocco e Clementina Masini.
- Nel 1838 Ottavio Lo Stocco, pastore di Lenola, si trovava nello stadio terminale della tubercolosi. Su consiglio del parroco si rivolse a Gaspare del Bufalo chiedendone l'intercessione e inghiottendone una reliquia. La mattina dopo il medico lo trovò completamente guarito.

- Clementina Masini, di Albano Laziale, era stata colpita da peritonite essudativa acuta con infezione purulenta del peritoneo e perforazione delle pareti addominali. Dopo che i medici l'avevano giudicata senza speranza, la malata, nella notte del 21 gennaio 1861, riferì di un'apparizione del Servo di Dio che le aveva assicurato la guarigione. La mattina successiva era scomparsa ogni traccia del male.

### I miracoli per la canonizzazione

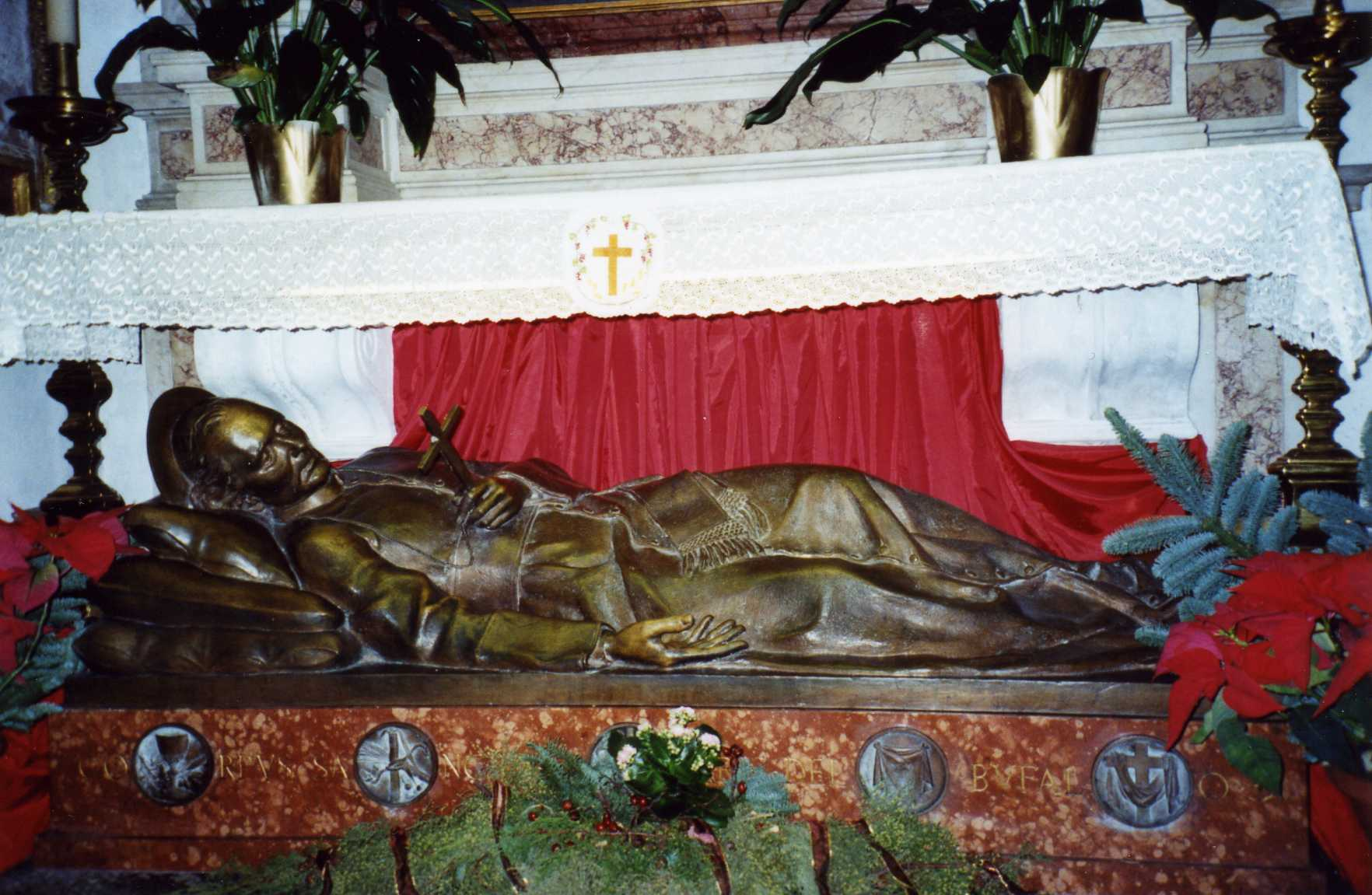
Tomba di San Gaspare nella chiesa romana di Santa Maria in Trivio

All'epoca erano necessari due miracoli anche per la canonizzazione. I miracoli che portarono il beato Gaspare del Bufalo alla santificazione riguardano Francesco Campagna e Orsola Bono.
- A Campoli Appennino la festa del beato Gaspare era celebrata ogni anno con una solenne processione. Il ventenne Francesco Campagna si trovava in fin di vita per broncopolmonite e meningite. Il 19 maggio 1929 il giovane, sentendo il passaggio della processione sotto la sua finestra, invocò l'intercessione del beato, addormentandosi: al risveglio si trovò guarito.

- A Sezze, nel gennaio del 1934, fu diagnosticato a Orsola Bono un tumore addominale giudicato inoperabile perché troppo avanzato. Riferì di un'apparizione del beato, nella notte fra il 23 e il 24 maggio, che le aveva promesso la guarigione e al mattino successivo la donna si ritrovò guarita.